# U2 (Berlijn)
De U2 is een lijn van de metro van Berlijn. De metrolijn verbindt het noordoostelijke stadsdeel Pankow via de Alexanderplatz, het historische centrum, Potsdamer Platz, het westelijke stadscentrum, Bahnhof Zoo en Westend met de wijk Ruhleben (→ kaart). De kleinprofiellijn telt 29 stations en heeft een lengte van 20,7 kilometer; de reistijd over de gehele lijn bedraagt 49,5 minuut. De U2 volgt een deel van het in 1902 geopende stamtracé, de eerste Berlijnse metrolijn. Later ontwikkelde zich hieruit een aantal zelfstandige lijnen, waaronder lijn AI, de huidige U2. Gedurende de deling van de stad was de lijn gesplitst in een Oost- en een West-Berlijns deel. Op kaarten wordt lijn U2 aangeduid met de kleur rood.
Het westelijke deel van de lijn, tussen Zoologischer Garten en Ruhleben, staat in zijn geheel onder monumentenbescherming.

## Geschiedenis

### Een nieuw vervoermiddel

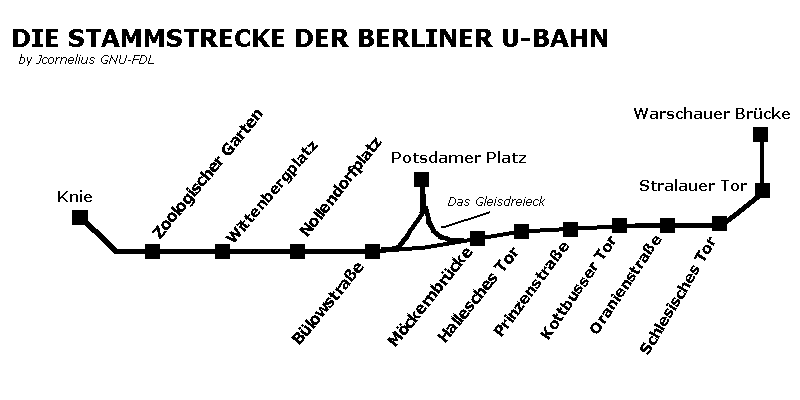
Stamtracé, nu U1 en U2

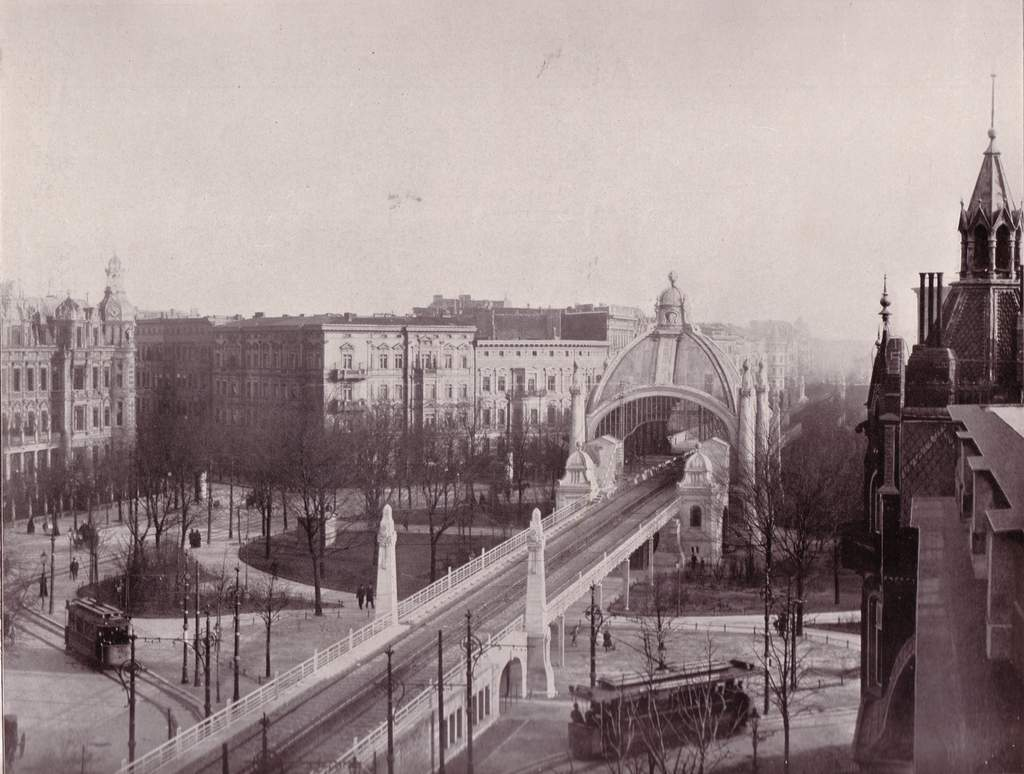
Station Nollendorfplatz met karakteristieke koepel in 1903

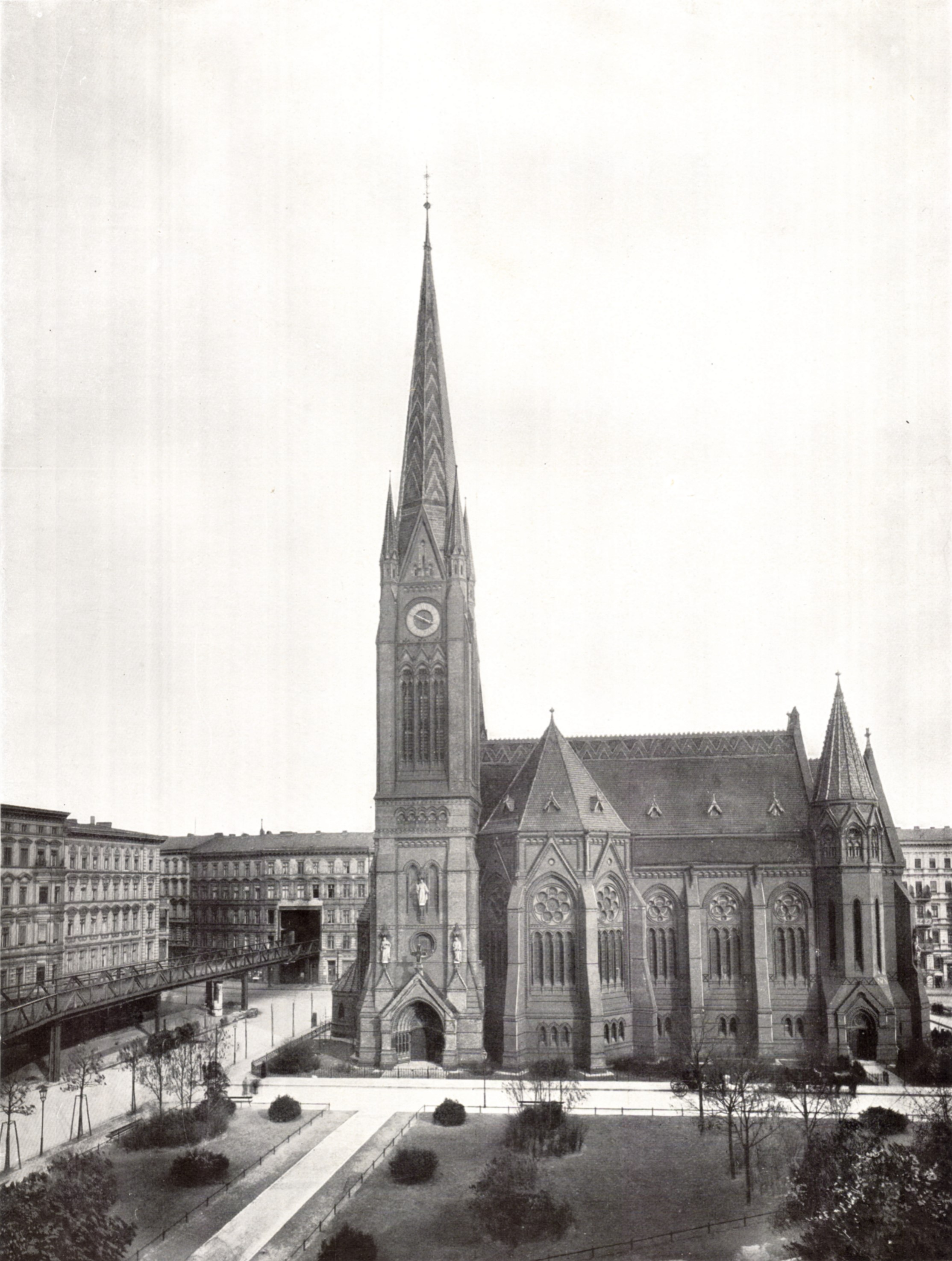
Bij de Dennewitzplatz doorkruiste de Hochbahn een huizenblok.

De toenemende verkeersproblematiek in de miljoenenstad Berlijn leidde er aan het einde van de 19e eeuw toe dat men op zoek ging naar nieuwe vervoermiddelen. Er werden onder andere hangende treinen, zoals de latere Wuppertaler Schwebebahn, en diepgelegen ondergrondse spoorlijnen zoals in Londen overwogen. Werner von Siemens stelde het stadsbestuur voor hooggelegen stadsspoorlijnen naar het voorbeeld van de New Yorkse Elevated Railways aan te leggen. Von Siemens' idee een viaduct te bouwen door de statige Friedrichstraße werd onesthetisch gevonden, maar ook tegen het graven van tunnels onder de stad, zoals AEG voorstelde, bestond weerstand, omdat men bang was voor beschadiging van de juist aangelegde riolering.
Nadat er vele jaren onderhandeld was en diverse projecten de revue waren gepasseerd, kreeg Von Siemens in 1892 uiteindelijk toestemming voor het bouwen van een luchtspoorlijn vanaf de Warschauer Brücke door Kreuzberg naar de Bülowstraße. Dit tracé werd gekozen omdat men bang was voor vervuiling en geluidsoverlast en deze route door als arm geldende wijken liep. Een gelijkaardige spoorlijn over de centraler gelegen "rijke" Leipziger Straße hield het stadsbestuur koste wat kost tegen.

### Het stamtracé
De lijn werd volledig gefinancierd en aangelegd door de private firma Siemens & Halske. Op 10 september 1896 ging in de Kreuzbergse Gitschiner Straße de eerste spade in de grond. De bouw moest snel uitgevoerd worden, omdat de concessie stelde dat de lijn binnen twee jaar gereed moest zijn. Als aan deze voorwaarde niet voldaan werd gold een boete van 50.000 mark. Op 13 april 1897 werd de Gesellschaft für Elektrische Hoch- und Untergrundbahnen in Berlin (Hochbahngesellschaft) opgericht, die de metrolijn later zou gaan exploiteren.
De toentertijd nog zelfstandige stad Charlottenburg stemde niet in met het bouwen van een luchtspoorlijn over haar grondgebied. Na lange onderhandelingen werd daarom besloten onder de Tauentzienstraße een tunnel aan te leggen; als westelijk eindpunt van de lijn werd Knie (nu station Ernst-Reuter-Platz) gekozen. Het onvoorziene bouwen van een tunneltracé zorgde voor vertraging en aan de eis de werkzaamheden voor 1 januari 1900 af te ronden kon niet voldaan worden.
Aan de Dennewitzplatz deed zich een bijzonderheid voor: om vanuit het oosten de Bülowstraße te bereiken, moest een huizenblok doorkruist worden. Hiertoe maakte men een opening in het gebouw, waar het metroviaduct doorheen geleid werd. Een gelijkaardige constructie zou later ook op het parallel lopende ontlastingstracé worden toegepast.
De nieuwe leiding van de Berlijnse stedenbouwkundige dienst stond ondertussen een stuk welwillender tegenover de metro. De in Charlottenburg opgedane ervaringen hadden uitgewezen dat de tunnelbouw geen schade aanrichtte, waardoor de deur open kwam te staan voor een ondergrondse aftakking van de lijn naar de Potsdamer Platz. Deze aftakking zou tevens een latere verlenging van de metro tot in het stadscentrum mogelijk maken. Op 1 november 1900 kreeg de Hochbahngesellschaft groen licht voor het uitvoeren van de nieuwe plannen. Het totale project omvatte nu 10,1 kilometer spoor, waarvan 8 km op een viaduct, en 14 stations, waarvan 4 ondergronds. De metrostations kregen perrons met een lengte van 80 meter, genoeg voor zesrijtuigtreinen.
Vlak na de eeuwwisseling was ongeveer zes kilometer van de metrolijn gereed en na een bouwtijd van 5½ jaar was het stamtracé geheel klaar. Op 15 februari 1902 vond de openingsrit plaats van Potsdamer Platz via Zoologischer Garten naar Stralauer Thor. Drie dagen later opende het traject Stralauer Thor - Potsdamer Platz voor het publiek. Het westelijk deel van het stamtracé opende in maart 1902 tot Zoologischer Garten en op 14 december volgde de verlenging naar Knie. Aangezien het oostelijke eindpunt Warschauer Brücke reeds op 17 augustus was bereikt, was het metroproject daarmee volledig gereedgekomen.
De treinen gingen twee routes rijden:
- Warschauer Brücke - aftakking Potsdamer Platz (keren) - Knie
- Warschauer Brücke - Knie (rechtstreeks)

Het grootste deel van het stamtracé, de Hochbahn door Kreuzberg, behoort tegenwoordig tot lijn U1, het traject Gleisdreieck - Zoologischer Garten wordt door de U2 bereden.

### De Charlottenburgse lijn

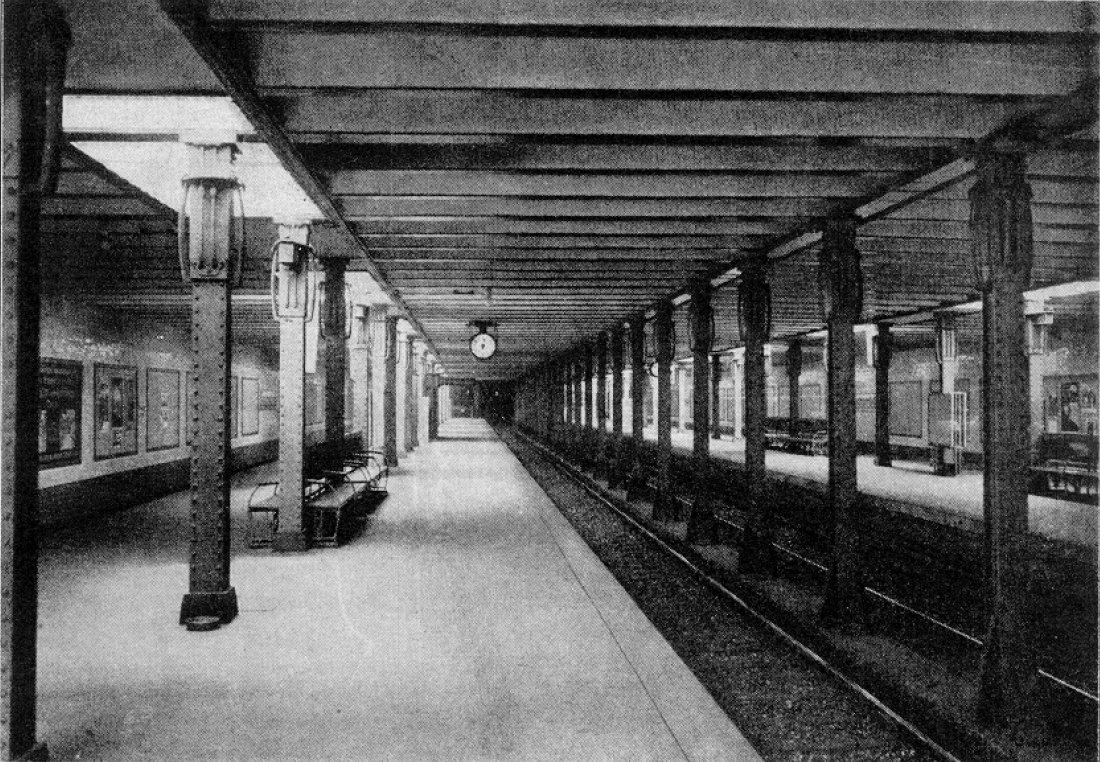
Sporen en perrons van splitsingsstation Bismarckstraße, nu Deutsche Oper, in 1908

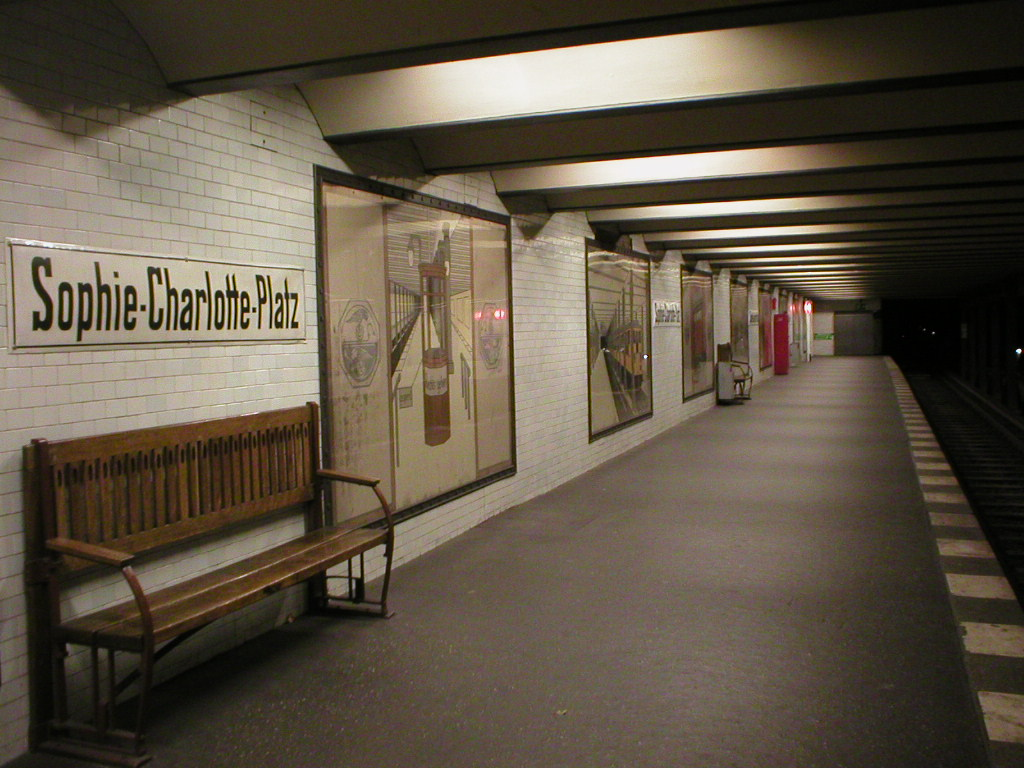
Station Sophie-Charlotte-Platz

Reeds in 1900, twee jaar voor de opening van de Berlijnse metro, onderhandelde de toen nog zelfstandige stad Charlottenburg met de Hochbahngesellschaft over een westelijke verlenging van het stamtracé. De hoogste prioriteit werd gegeven aan de aansluiting op de metro van het stadhuis van Charlottenburg aan de Wilhelmplatz (de huidige Richard-Wagner-Platz). Het kortste tracé zou via de Berliner Straße (de huidige Otto-Suhr-Allee) lopen, maar de Berlin-Charlottenburger-Straßenbahn, die een tramlijn over deze straat exploiteerde, bood tegenstand. Men besloot daarop de lijn vanaf station Knie (nu Ernst-Reuter-Platz) in westelijke richting onder de Bismarckstraße te laten lopen en na een scherpe bocht naar het noorden via de Sesenheimer Straße (de huidige Richard-Wagner-Straße) naar het stadhuis te leiden.
De bouw van het nieuwe tracé begon in 1905. Naast het eindpunt Wilhelmplatz was een station onder de Bismarckstraße gepland. Nog tijdens de bouw besloot men tot de aanleg van een tweede metrolijn over Charlottenburgs grondgebied: een aftakking naar Westend. Station Bismarckstraße (nu Deutsche Oper) werd daarom als splitsingsstation met vier sporen uitgevoerd. Op 14 mei 1906 kwamen de twee nieuwe stations in dienst, de naar Westend leidende buitenste sporen in station Bismarckstraße bleven echter nog twee jaar ongebruikt. Alle treinen op het stamtracé gingen over de westelijke verlenging naar Bismarckstraße rijden, maar alleen de lijn via Potsdamer Platz had Wilhelmplatz als eindpunt.
In 1906 startte men met de aanleg van de metrolijn naar Westend. Het 2,6 kilometer lange tracé zou drie nieuwe stations tellen:
- Sophie-Charlotte-Platz
- Kaiserdamm
- Reichskanzlerplatz (nu Theodor-Heuss-Platz)

Aangezien het westen van Charlottenburg nog onbebouwd was, zou de lijn de eerste jaren nog niet rendabel kunnen zijn. Om deze reden spraken de Hochbahngesellschaft, het Charlottenburgse stadsbestuur en de overige grondeigenaren op 23 juni 1906 in een contract af het verlies te delen.
Even ten oosten van station Kaiserdamm, op het punt waar de lijn de S-Bahnring kruist, kwam het tot een bijzondere constructie. De metrobuis werd hier onder de reeds bestaande Kaiserdammbrücke voor het autoverkeer gehangen. Vanwege de ondiepe ligging van de tunnel zou een ondergrondse kruising grote hellingen en hoge kosten met zich hebben meegebracht.
Op 16 maart 1908 vond de openingsrit over de Westendlijn plaats; naast een aantal ministers was de ook de Duitse Keizer Wilhelm II van de partij. Het publiek kon twee weken later, op 29 maart, voor het eerst van de lijn gebruikmaken. Een doorgaande dienst over het stamtracé bestond er echter nog niet, tussen Reichskanzlerplatz en Bismarckstraße werd een pendellijn ingesteld.
Vanwege de uitbreiding van het metronet werd een nieuwe werkplaats noodzakelijk; de enige werkplaats van het metronet, bij station Warschauer Brücke, was te klein geworden. Het Pruisische Bosbeheer wilde een deel van het Grunewald te gelde maken en hier vond men een geschikte bouwlocatie. De Hochbahngesellschaft kocht 14 hectare grond en verplichtte zich er daarbij tegelijkertijd toe de metro van Westend naar het Deutsches Stadion te verlengen. Op het nieuwe traject werd tevens het later te openen station Neu-Westend in ruwbouw aangelegd. In januari 1913 kwam de werkplaats Grunewald gereed. De naast de werkplaats gelegen halte Stadion (nu Olympia-Stadion) werd geopend op 8 juni van hetzelfde jaar, maar zou voorlopig alleen bij speciale gelegenheden in dienst zijn.

### Verlenging naar het stadscentrum

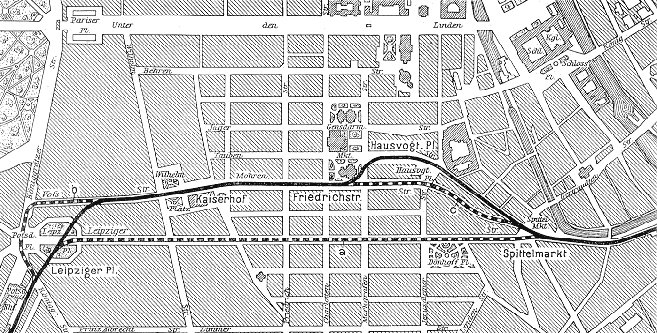
Tracévarianten tussen Leipziger Platz en Spittelmarkt

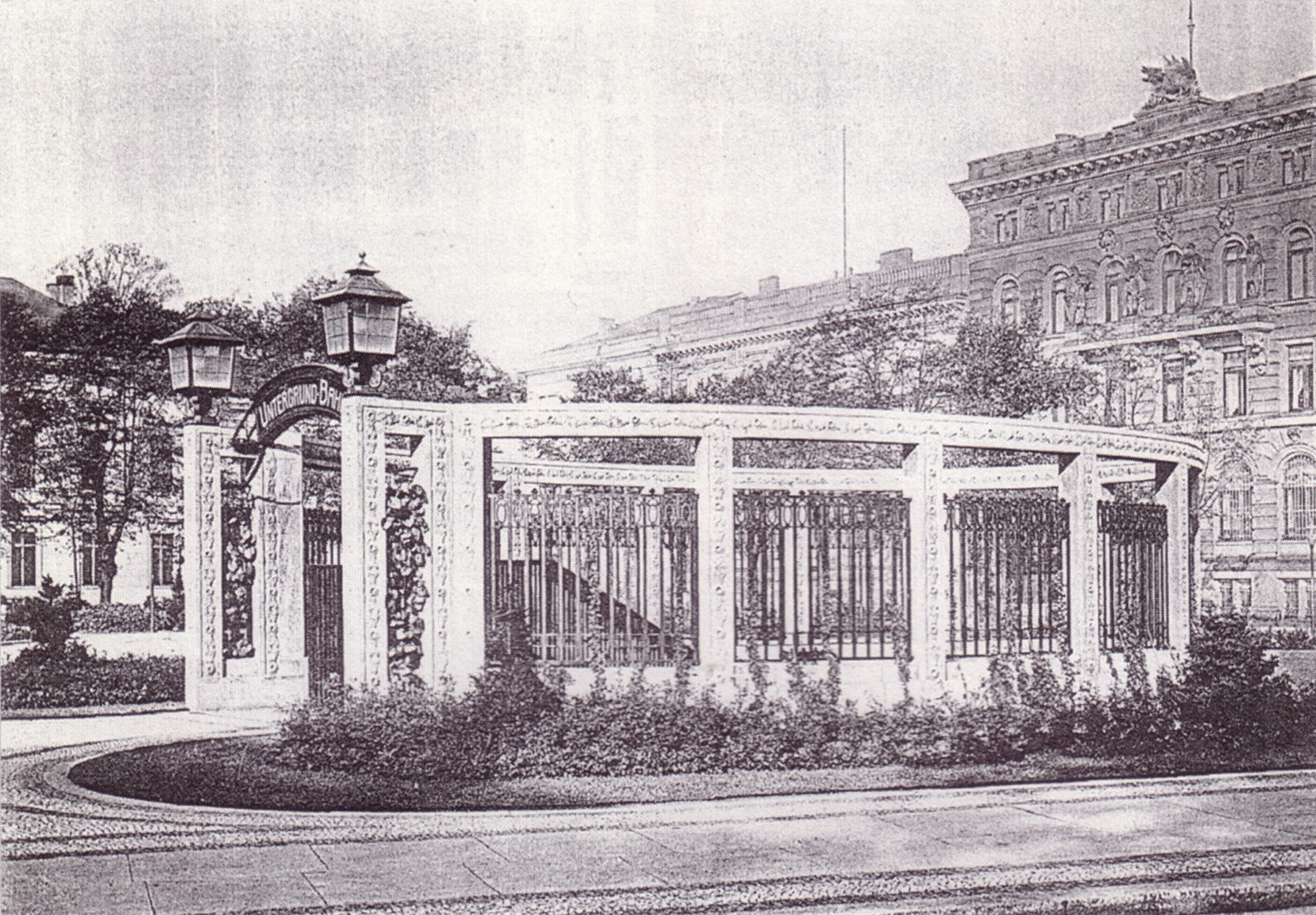
Het toegangsportaal van station Kaiserhof (nu Mohrenstraße)

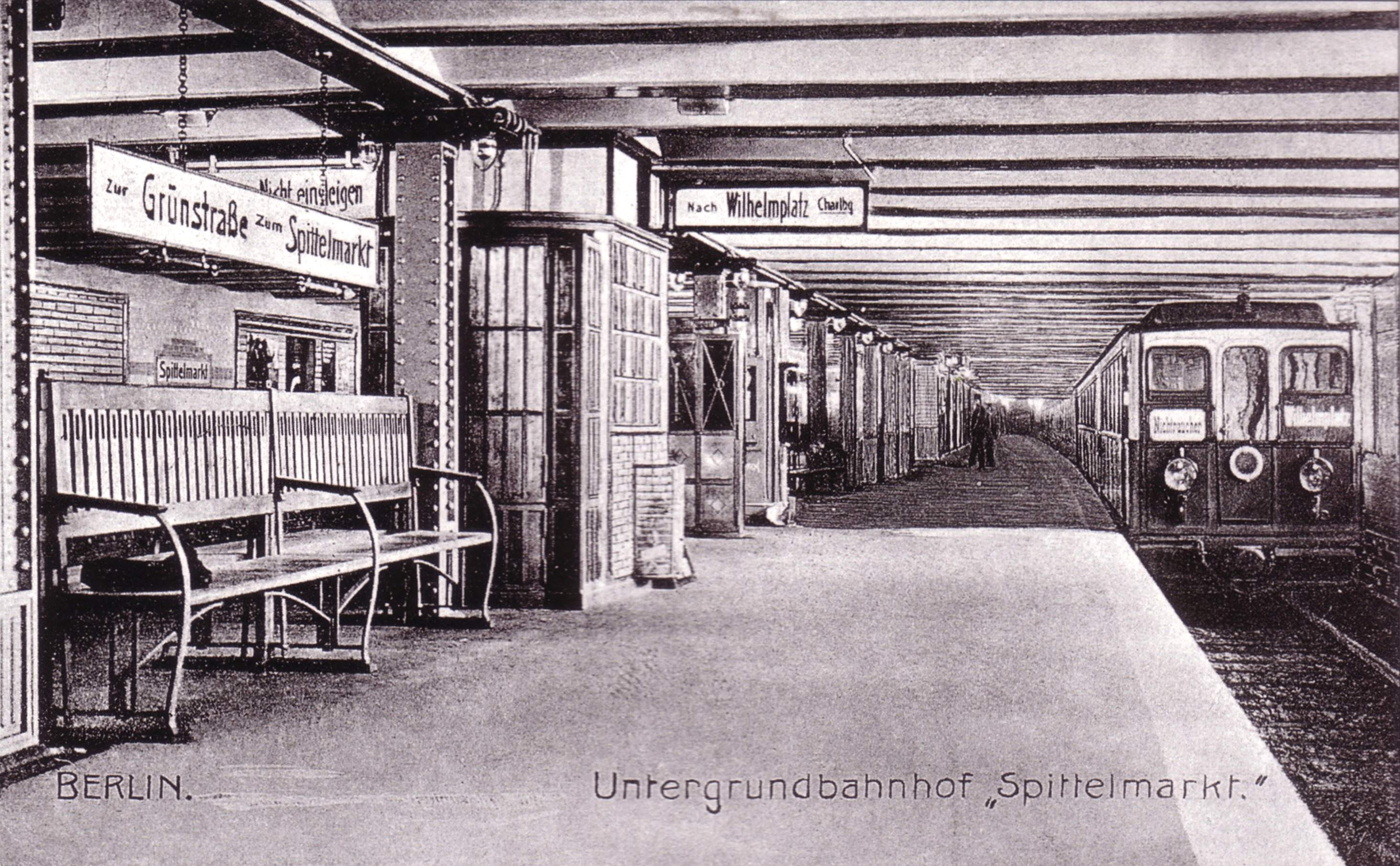
Trein richting Wilhemlplatz in het voorlopige eindpunt Spittelmarkt

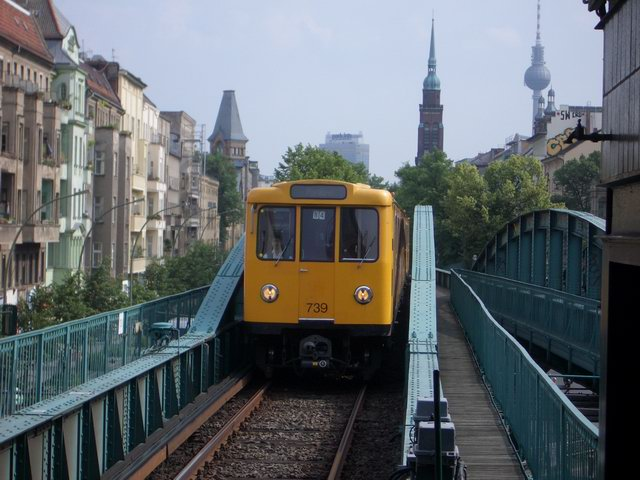
Luchtspoor over de Schönhauser Allee

Na de westelijke verlenging van het stamtracé wilde de Hochbahngesellschaft ook het historische centrum van Berlijn ontsluiten. Het stadsbestuur weigerde aanvankelijk toestemming te geven, aangezien het vanwege het succes van de Hoch- und Untergrundbahn eigen metroplannen ontwikkelde. De machtige hoofdcommissaris van de politie greep echter in en gaf zijn fiat aan het project.
De Hochbahngesellschaft plande een tracé van Potsdamer Platz naar Spittelmarkt onder de Leipziger Straße, de meest gunstige, in rechte lijn verlopende route. De Große Berliner Straßenbahn, die tramlijnen over deze straat bedreef, dreigde echter met schadeclaims en trok samen met het stadsbestuur, dat vreesde voor schade aan de straat en overlast, ten strijde tegen dit plan. Na overhandelingen besloot men daarom de lijn noordelijker aan te leggen, via de Mohrenstraße, de Gendarmenmarkt en de Niederwallstraße - een bochtig tracé was het gevolg.
De aanleg van de eerste fase van de metrolijn door het centrum, die uiteindelijk bij station Nordring op de Ringbahn zou moeten aansluiten, begon op 15 december 1905. Aan het twee kilometer lange traject werden vier nieuwe stations gebouwd:
- Kaiserhof (nu Mohrenstraße)
- Friedrichstraße (nu Stadtmitte)
- Hausvogteiplatz
- Spittelmarkt

Bovendien werd het provisorische eindstation Potsdamer Platz afgebroken en herbouwd. Op 28 september 1907 opende op 200 meter van het oorspronkelijke station het nieuwe metrostation Leipziger Platz, dat tegenwoordig weer Potsdamer Platz heet. Het naast de Spree gelegen station Spittelmarkt werd vanwege de drassige bodem op palen gebouwd en kreeg aan de rivierzijde vensters waardoor daglicht kon binnendringen.
Op 1 oktober 1908 werd de Spittelmarktlinie in gebruik genomen. De Berlijnse metro telde vanaf dat moment vier lijnen, waarvan er twee het traject door het centrum bedienden:
- Warschauer Brücke - Potsdamer Platz - Spittelmarkt
- Wilhelmplatz - Wittenbergplatz - Potsdamer Platz - Spittelmarkt

### De centrumlijn bereikt het noorden
In maart 1910 begonnen de werkzaamheden aan de verlenging van de centrumlijn naar het noorden. Vanaf station Spittelmarkt loopt het tracé eerst naar het oosten, parallel aan de Spree. Om de rivier te kunnen kruisen moest de tunnel dieper aangelegd worden dan voorheen. Het vlak voor de Spreetunnel gelegen station Inselbrücke (nu Märkisches Museum) kreeg hierdoor als eerste metrostation in Berlijn een gewelfd dak. In het reeds op de andere oever gelegen station Klosterstraße werd als voorbereiding op een geplande lijn onder de Frankfurter Allee (zie U5) ruimte voor een extra spoor gereserveerd. Op 1 juli 1913 bereikte de centrumlijn het toekomstige overstapstation Alexanderplatz en werd er 1,7 kilometer spoor aan de lijn toegevoegd. Het traject Alexanderplatz - Wilhelmplatz werd al snel de drukste lijn van het metronet.
Het tweede deel van de noordelijke verlenging van de metrolijn, naar Prenzlauer Berg, volgde enkele weken later. Dit 3,3 kilometer lange traject telde vier nieuwe stations:
- Schönhauser Tor (nu Rosa-Luxemburg-Platz)
- Senefelderplatz
- Danziger Straße (nu Eberswalder Straße)
- Nordring (nu Schönhauser Allee)

Aanvankelijk loopt de lijn nog in een tunnel, maar direct na station Senefelderplatz komen de sporen bovengronds. Het luchtspoor over de Schönhauser Allee was gekozen als compensatie voor de bijzonder kostbare tunnel langs en onder de Spree. Een bovengrondse metrolijn is immers goedkoper in aanleg dan een tunneltraject en de straat leende zich door zijn breedte bovendien zeer goed voor een viaducttracé. De verlenging tot Nordring, waar een overstap op de Ringbahn ontstond, werd op 27 juli 1913 in gebruik genomen.

### Knelpunt Gleisdreieck
De Gleisdreieck, de spoordriehoek waarmee het oost-westtraject en de aftakking naar het stadscentrum met elkaar verbonden waren, was een van de gevaarlijkste punten in de metrolijn. De kruising was alleen beveiligd met seinen, zodat een onoplettende metrobestuurder voor een ramp kon zorgen. Op 26 september 1908 gebeurde er daadwerkelijk een ongeluk: een treinstel botste tegen de zijkant van een andere trein, waardoor twee wagons ontspoorden en van het viaduct naar beneden stortten; zo'n 20 mensen kwam om het leven. Naar aanleiding van het ongeval werd besloten de spoordriehoek om te bouwen.

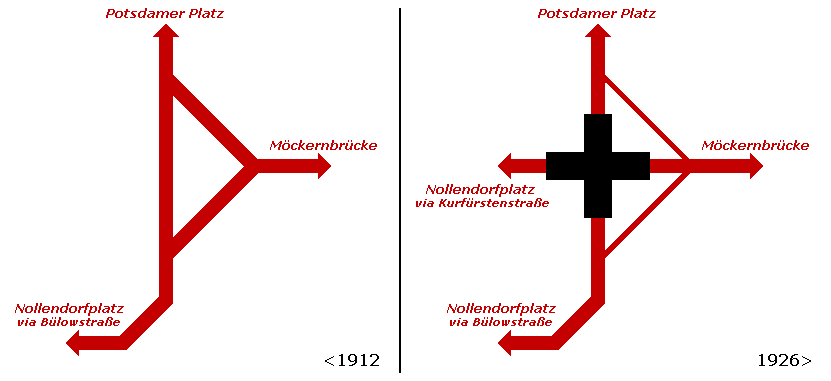
Oude (links) en nieuwe situatie bij de Gleisdreieck

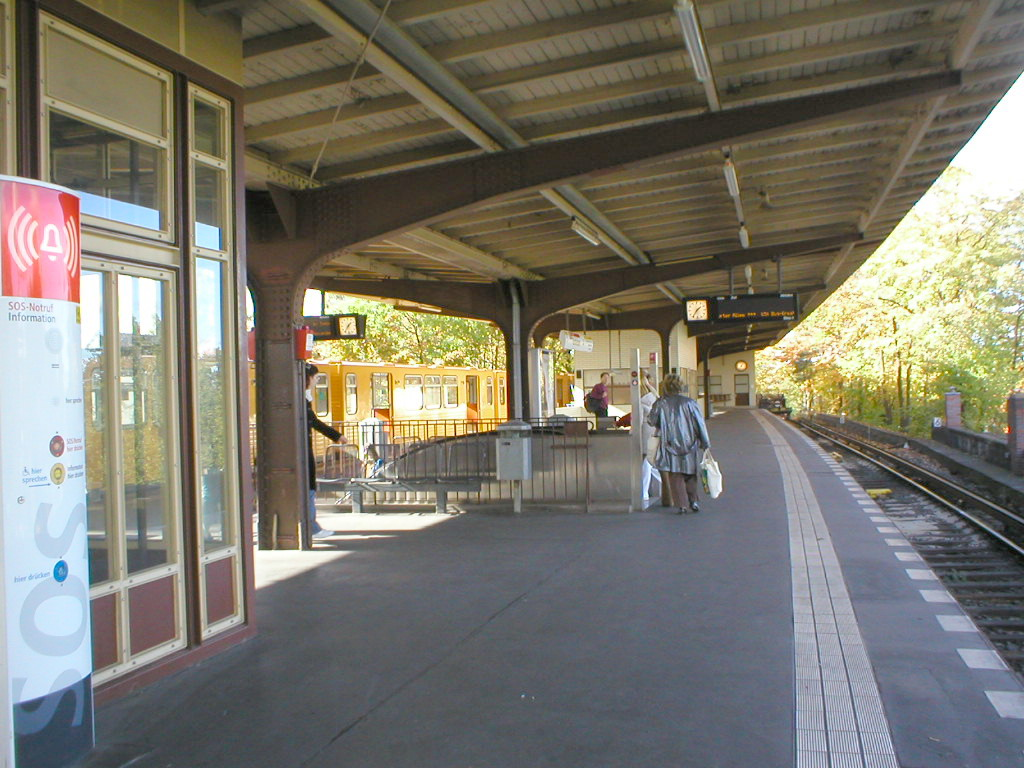
Het bovengrondse eindstation Ruhleben

In plaats van de gelijkvloerse splitsing werd er een kruisingsstation met twee niveaus gebouwd. De reconstructie begon in mei 1912; tijdens de werkzaamheden bleven de treinen rijden. Op 3 november 1912 werd het station Gleisdreieck geopend, de bouwwerkzaamheden gingen echter nog door tot augustus 1913. De treinen van en naar Warschauer Brücke (de huidige U1) gingen gebruikmaken van het bovenste perron en zouden tot 1926 in Gleisdreieck eindigen. Vanaf de Nollendorfplatz bleef een doorgaande dienst naar het stadscentrum en Prenzlauer Berg bestaan via het onderste niveau van het station.

### Voltooiing
Na de Eerste Wereldoorlog werd het kleinprofiel nauwelijks nog uitgebreid. Op het westelijke deel van de huidige U2 kwam op 22 mei 1922 het reeds in ruwbouw aanwezige station Neu-Westend in gebruik. Tegelijkertijd werd het tot dan toe alleen bij speciale gelegenheden geopende station Stadion in de reguliere dienst opgenomen. De laatste westelijke verlenging van de lijn, met één station tot het eindpunt Ruhleben, volgde op 22 december 1929. Het lag in de planning kort daarna te beginnen met het doortrekken van de lijn naar Spandau, maar de economische crisis en het uitbreken van de Tweede Wereldoorlog gooiden roet in het eten (zie ook de sectie toekomst). In 1931 werd de pendeldienst tot Städtische Oper (nu Deutsche Oper) opgeheven en gingen er doorgaande treinen van Ruhleben naar het oosten rijden.
Aan het andere uiteinde bereikte de metrolijn op 29 juni 1930 het eindpunt Pankow (nu Vinetastraße). De voornaamste reden voor deze verlenging was het gebrek aan keercapaciteit in station Nordring. Ook hier was op korte termijn verdere verlenging gedacht, naar het S-Bahnstation Pankow. Deze laatste schakel werd echter pas aan het einde van de jaren 1990 gebouwd.
Ondertussen waren alle Berlijnse metrolijnen op 1 januari 1929 onder het beheer van één bedrijf gekomen: de BVG.

### Nazitijd en Tweede Wereldoorlog
Na de machtsovername door de NSDAP werden twee stations op de huidige U2 naar nazikopstukken genoemd. Station Reichskanzlerplatz (nu Theodor-Heuss-Platz) kreeg op 24 april 1933 de naam van Rijkskanselier Adolf Hitler en stond voortaan bekend als Adolf-Hitler-Platz; Schönhauser Tor (nu Rosa-Luxemburg-Platz) werd op 1 mei 1934 vernoemd naar SA-Sturmführer Horst Wessel en kreeg de naam Horst-Wessel-Platz. Station Stadion (nu Olympia-Stadion) werd op 1 maart 1935 hernoemd tot Reichssportfeld.
In de metroplannen van 1939, die de nazi's in het kader van het Germania-project ontwikkelden, veranderde er weinig voor de toenmalige lijn A. Nog altijd was een noordelijke verlenging in Pankow gepland, daarnaast zou het viaducttracé rond de Gleisdreieck vervangen moeten worden door een rechtstreekse tunnel tussen Potsdamer Platz en Bülowstraße. Met een westelijke verlenging werd echter geen rekening meer gehouden, omdat Spandau door de geheel nieuwe lijn F ontsloten zou worden.
Vanaf de herfst van 1943 namen de bombardementen op Berlijn sterk toe. Bij luchtalarm zochten velen hun toevlucht tot ondergrondse metrostations. Vanwege de ondiepe ligging van de kleinprofielstations was men echter ook hier allerminst veilig. Met name de stations Gleisdreieck, Nollendorfplatz, Bülowstraße, Reichssportfeld (nu Olympia-Stadion), Potsdamer Platz en Klosterstraße werden zwaar getroffen. In 1945 was het metronet zo beschadigd dat er alleen nog enkele pendeltreinen konden rijden; op 25 april werd de dienst op alle lijnen stilgelegd. De noodsituatie bereikte een hoogtepunt in mei 1945, toen de Noord-zuidtunnel van de S-Bahn ter hoogte van het Landwehrkanaal werd opgeblazen en onder water kwam te staan. Via een voetgangerstunnel in station Friedrichstraße bereikte het water ook het metronetwerk. Bijna een miljoen kubieke meter water verspreidde zich vervolgens door de tunnels en het traject Alexanderplatz - Potsdamer Platz overstroomde volledig.

### Wederopbouw

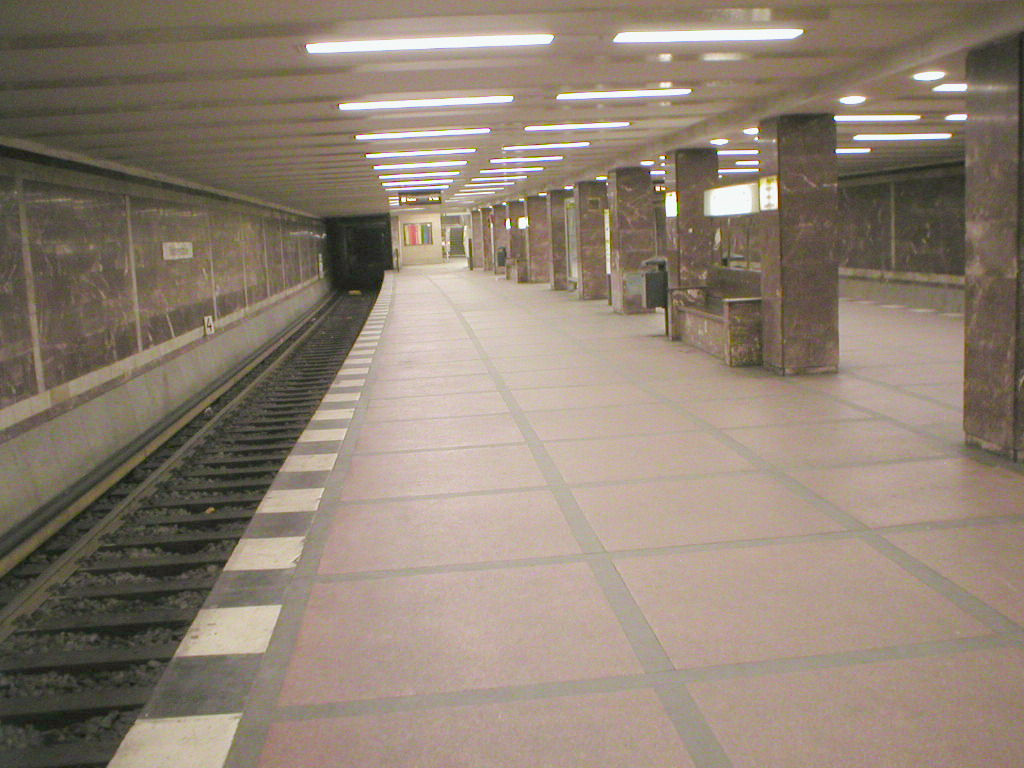
Station Mohrenstraße werd bekleed met marmer uit de Neue Reichskanzlei.

Nadat de rust in de stad na het einde van de oorlog enigszins was wedergekeerd begonnen de herstelwerkzaamheden aan het metronet. De door de nazi's hernoemde stations Reichkanzlerplatz en Schönhauser Tor kregen hun oude namen weer terug. Op 17 mei 1945 werden op het westelijke deel van lijn AI de pendeldiensten Knie - Kaiserdamm en Kaiserdamm - Ruhleben ingesteld en vanaf september 1946 reden er weer doorgaande treinen over de gehele lijn. De Charlottenburgse aftakking naar de Wilhelmplatz werd afgescheiden van de hoofdlijn en zou voortaan als pendellijn AIII tot Deutsches Opernhaus bedreven worden.
Als laatste station kwam op 18 augustus 1950 Thälmannplatz (voorheen Kaiserhof, nu Mohrenstraße) weer in bedrijf, waarmee de vooroorlogse situatie van de lijn hersteld was. Het station kreeg een nieuwe inrichting, waarvoor gebruik werd gemaakt van marmer uit de nabijgelegen verwoeste Neue Reichskanzlei.

### Deling van de stad
De Koude Oorlog bracht grote veranderingen in het Berlijnse transportnetwerk. In West-Berlijn ontstonden nieuwe verkeersstromen, die het oosten van de stad meden. In 1949 splitste het stadsvervoerbedrijf BVG zich in een oostelijk en een westelijk deel. Bus- en tramlijnen gingen vanaf 1953 aan de sectorgrens eindigen, maar doorgaand metroverkeer tussen beide delen van de stad bleef bestaan.
De bouw van de Berlijnse Muur maakte hier in 1961 een einde aan. Lijn A, die zowel over Oost- als West-Berlijns grondgebied liep, werd in tweeën gedeeld. Treinen op het oostelijke deel van de lijn gingen eindigen in Thälmannplatz, het spoor richting Potsdamer Platz werd onderbroken en de buis werd versperd met ingemetselde stalen hekken. Het westelijke deel van lijn A werd ingekort tot station Gleisdreieck.
Lijn A was de enige Berlijnse metrolijn die gesplitst werd. Voor de lijnen C (nu U6) en D (nu U8), die grotendeels in West-Berlijn lagen, maar op hun route de oostelijke sector doorkruisten, werd een andere oplossing bedacht. Deze lijnen bleven in westelijke handen en sloegen de in het Oost-Berlijnse centrum gelegen stations over. Dat werden spookstations.

### De Oost-Berlijnse lijn A

Het Oost-Berlijnse stadsspoornet met de twee metrolijnen in het blauw, 1984

Na de deling van het metronet bestonden er in Oost-Berlijn slechts twee metrolijnen: de gehele lijn E (nu U5), naar Friedrichshain en Friedrichsfelde, en het oostelijke deel van lijn A, van het centrum naar Prenzlauer Berg en Pankow. Beide lijnen kruisten elkaar bij de Alexanderplatz, waar tevens op de S-Bahn kon worden overgestapt.
De metro speelde in het Oost-Berlijnse stadsvervoer een veel kleinere rol dan in het westen van de stad. Tot 1988, een jaar voor de val van de Muur, werd in Oost-Berlijn dan ook maar één nieuw metrostation gebouwd. Het zwaartepunt lag bij het tram- en het S-Bahnnet, beide werden dan ook aanzienlijk uitgebreid. Er bestonden wel plannen om het op Oost-Berlijns grondgebied gelegen deel van lijn C/U6 in het metronet op te nemen door deze bij station Stadtmitte met lijn A te verbinden, maar deze werden nooit gerealiseerd.
De stations Stadtmitte, Hausvogteiplatz, Spittelmarkt, Rosa-Luxemburg-Platz en Senefelderplatz werden in de jaren 1960 heringericht. De stations Märkisches Museum en Klosterstraße ondergingen een grondige renovatie voor het 750-jarig jubileum van de stad in 1987. De ongebruikte, niet in het communistische economische systeem passende reclameborden werden hier vervangen door historische plattegronden van de stad respectievelijk afbeeldingen van bussen, trams en metrotreinen.

### Een nieuw overstapstation
Het West-Berlijnse deel van lijn A werd verbonden met de Hochbahn door Kreuzberg en kreeg het lijnnumer 1. Naast de modernisering van diverse stations bestond de enige ontwikkeling van de lijn uit de toevoeging van een nieuw station: Bismarckstraße.
Vanaf de jaren 1960 werd het West-Berlijnse metronet flink uitgebreid, deels om de opheffing van het trambedrijf en de boycot van de door de Oost-Duitse DR bedreven S-Bahn te compenseren. Een van de lijnen die in deze periode ontstond was de tangentiële lijn 7. Voor de verlenging van deze lijn richting Spandau werd gebruikgemaakt van het reeds bestaande tunneltraject tussen de stations Deutsche Oper en Richard-Wagner-Platz, waarover tot 1970 een pendeldienst bestond (lijn AIII, later lijn 5). Dit traject zou voortaan niet meer naar het oosten afbuigen onder de Bismarckstraße, maar doorgetrokken worden naar het zuiden om op lijn 7 aan te sluiten. Waar de nieuwe lijn de toenmalige lijn 1 zou kruisen, tussen de stations Deutsche Oper en Sophie-Charlotte-Platz, verrees een overstapstation.
Nadat de 70 jaar oude tunnel naar de Richard-Wagner-Platz gesaneerd (feitelijk herbouwd) was begon de bouw van station Bismarckstraße. De perrons werden voor een snelle overstap in een rechte hoek boven elkaar aangelegd. Op 28 april 1978 kwam het nieuwe station in gebruik, tegelijkertijd met de verlenging van lijn 7.

### Nieuwe functies voor het luchtspoor

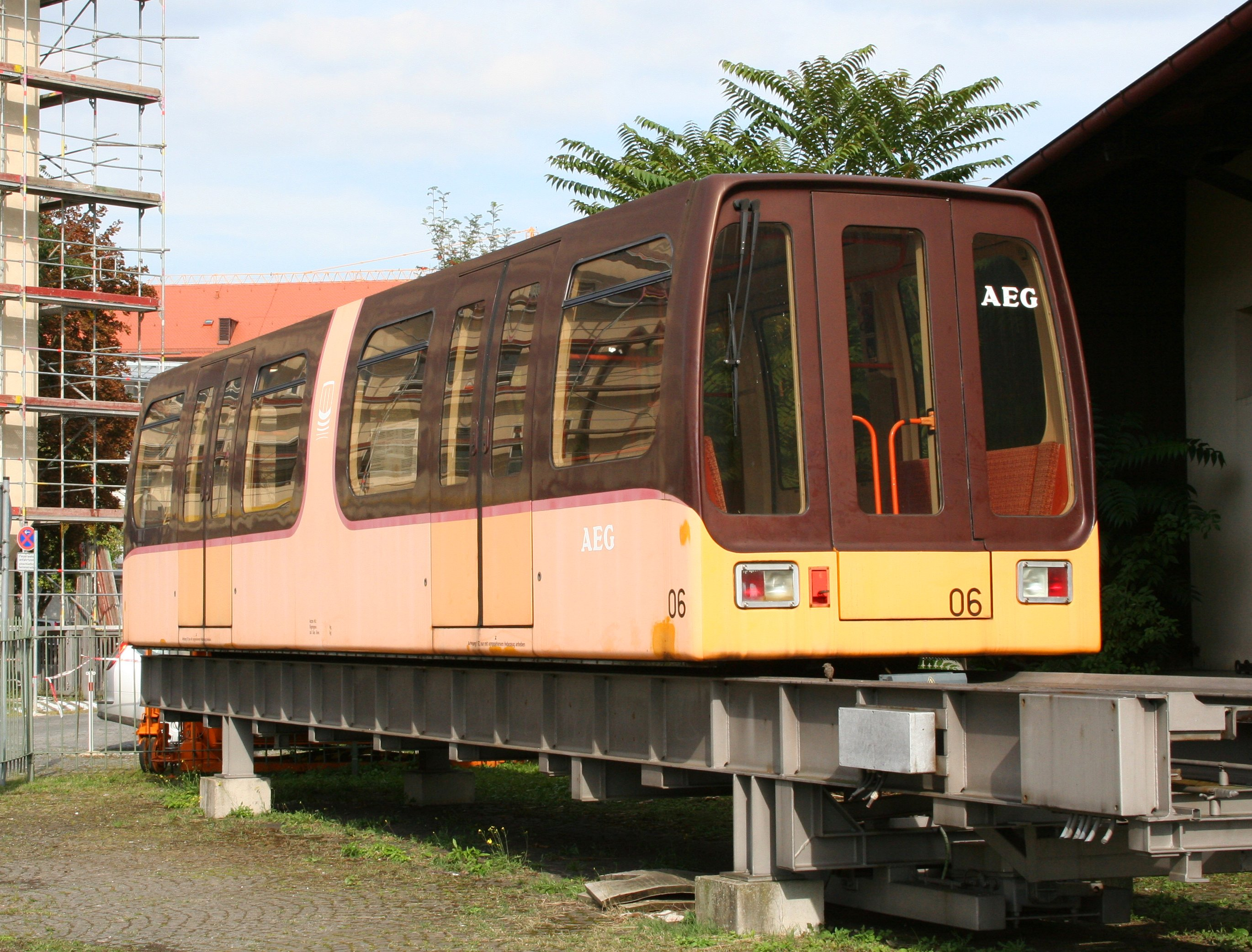
Trein van de M-Bahn (hier in het spoorwegmuseum in Neurenberg)

Na de onderbreking van lijn A bij station Potsdamer Platz reden op het West-Berlijnse deel van de lijn aanvankelijk nog treinen tot station Gleisdreieck. Aangezien er geen verbinding met Berlin-Mitte meer was, kende het laatste deel van de lijn bijzonder weinig reizigers. In 1972 werd de dienst over het luchtspoor van Wittenbergplatz naar Gleisdreieck daarom stilgelegd. Station Bülowstraße en het bovengrondse deel van station Nollendorfplatz raakten buiten gebruik, evenals het onderste niveau van station Gleisdreieck. Het verlaten tracé kreeg al snel een aantal nieuwe functies.
In het viaductstation Nollendorfplatz werd in 1975 in 16 oude metrowagons een vlooienmarkt ingericht. In het iets oostelijker gelegen station Bülowstraße vestigde zich aan het eind van de jaren 1970 tweemaal een markt, zonder succes. In 1980 ontstond er in het station een Turkse bazaar, een concept dat wel aansloeg. Over het metroviaduct tussen beide stations ging een pendeltram rijden.
In 1984 kreeg het onderste niveau van station Gleisdreieck een nieuwe bestemming als eindpunt van de M-Bahn, een deels over het ongebruikte tracé van U2 verlopende magneetzweeftrein naar de Kemperplatz. De M-Bahn was bedoeld als proeftraject voor het magneettreinsysteem, dat in de toekomst mogelijk het gehele kleinprofielnet zou vervangen. Na vier jaar van testritten zonder passagiers kon het publiek vanaf 28 augustus 1989 kosteloos van het vervoermiddel gebruikmaken. Op 18 juli 1991 eindigde het proefbedrijf en werd de M-Bahn in het BVG-net opgenomen. Twee weken later werd de dienst echter alweer gestaakt, om de herindienstname van de onderbroken metrolijn mogelijk te maken. Ook de vlooienmarkt, de bazaar en de pendeltramlijn moesten wijken.

### Hereniging

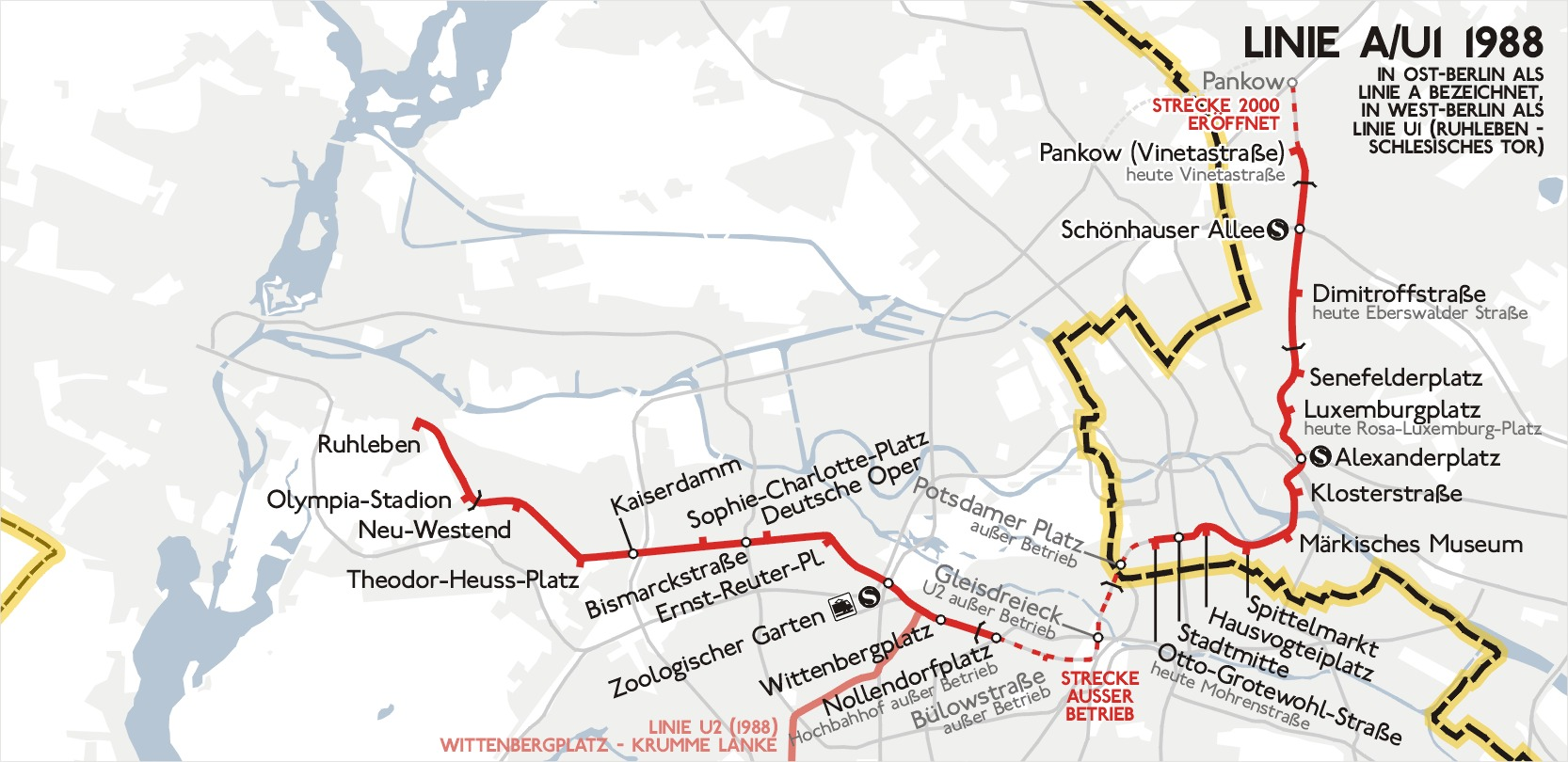
Tracé van de huidige U2 in 1988, in het oosten bereden door lijn A, in West-Berlijn door de U1

Na de val van de Muur op 9 november 1989 werden de spookstations op de U6 en de U8 weer geopend, zodat men van de Oost-Berlijnse lijn A richting West-Berlijn kon overstappen. Het herstellen van de 28 jaar onderbroken lijn zou echter meer tijd kosten. Op 1 juli 1990 werden de Oost-Berlijnse lijnen A en E in het West-Berlijnse nummeringssysteem opgenomen als U2 respectievelijk U5. Hierdoor ontstond de vreemde situatie dat de stad twee lijnen U2 kende.
Op 3 oktober 1990, de dag van de Duitse Hereniging, werden de stations die in de DDR-tijd communistische namen hadden gekregen hernoemd. Op de U2 betrof dit de stations Dimitroffstraße (→Eberswalder Straße) en Otto-Grotewohl-Straße (→Mohrenstraße). De Rosa-Luxemburg-Platz behield echter zijn naam, omdat ook in West-Duitsland diverse straten en pleinen naar Rosa Luxemburg genoemd waren.
In 1991 begonnen de herstelwerkzaamheden op de ontbrekende schakel Wittenbergplatz - Gleisdreieck - Mohrenstraße. Hiertoe moesten de markten in de stations Nollendorfplatz en Bülowstraße en de M-Bahn afgebroken worden. Het vervallen, direct aan de voormalige grens liggende station Potsdamer Platz werd hersteld, de afgesloten tunnel werd heropend en het spoor werd opnieuw aangelegd. Na een bouwtijd van twee jaar was de lijn op 13 november 1993 weer een. Tegelijkertijd werd de lijnindeling van het kleinprofielnet gereorganiseerd en ontstond de U2 op zijn huidige route Pankow - Ruhleben.

### Twee nieuwe stations

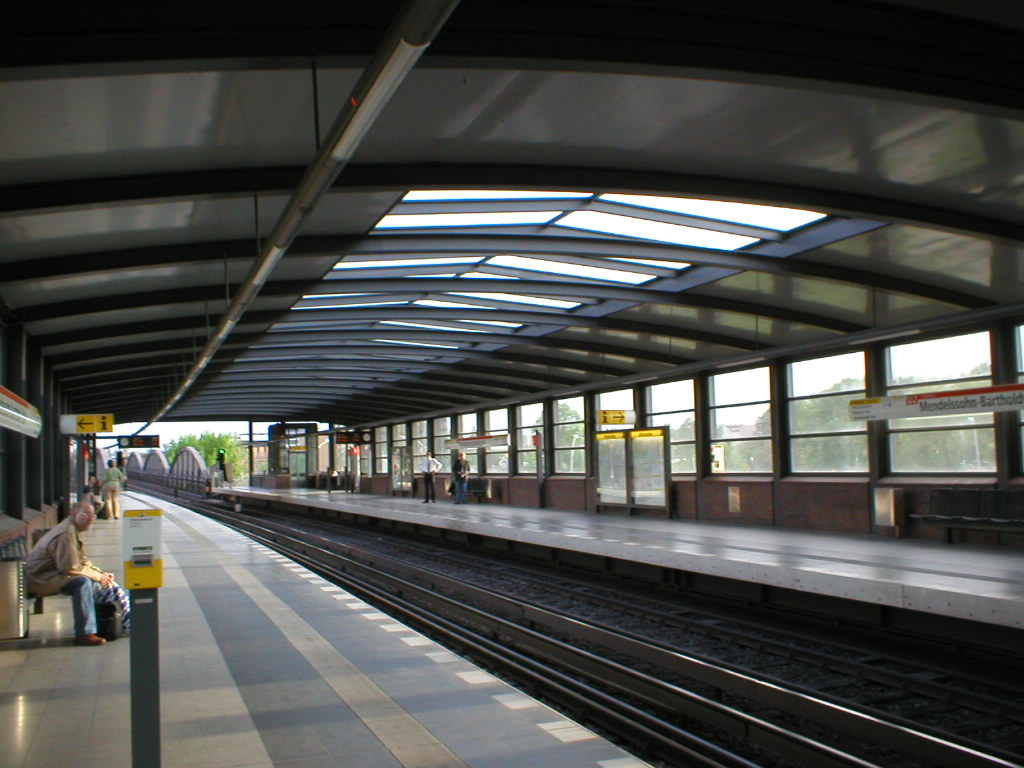
Het ingevoegde station Mendelssohn-Bartholdy-Park

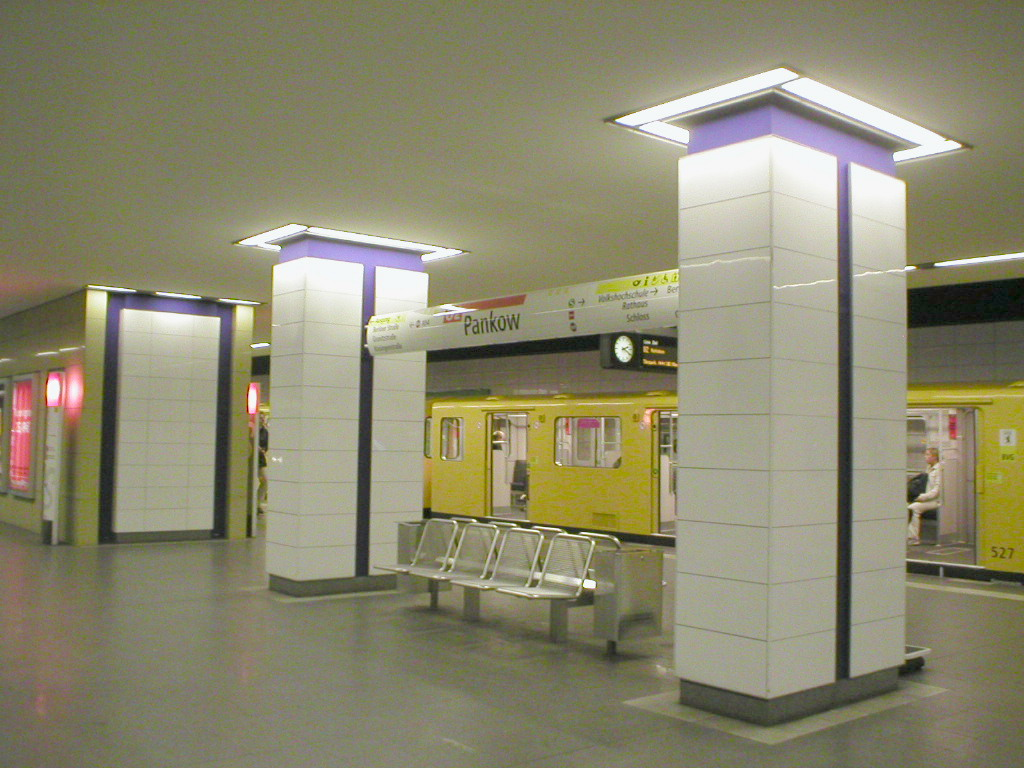
Pankow, het nieuwste station van de U2

Bij de herbouw van het centrale deel van de U2 was al rekening gehouden met een nieuw station tussen Gleisdreieck en Potsdamer Platz. Om ruimte voor een dergelijk station te maken werd het tunnelportaal (de lijn komt ten zuiden van station Potsdamer Platz boven de grond) korter en dus steiler dan voorheen aangelegd. Pas toen het gebied rond de Potsdamer Platz ontwikkeld was, ontstond er daadwerkelijk behoefte aan het station.
In het voorjaar van 1998 begon de bouw van station Mendelssohn-Bartholdy-Park. Gedurende de bouwwerkzaamheden bleef het metroverkeer over de U2 gehandhaafd. Oorspronkelijk zou DaimlerChrysler, dat nabij het station een kantoren- en winkelcomplex bezit, delen in de kosten, maar uiteindelijk moest de BVG het station volledig zelf financieren. Na een korte bouwtijd kon het nieuwe metrostation op 2 oktober 1998 in gebruik genomen worden.
Een noordelijke verlenging van de U2 was reeds bij de opening van station Vinetastraße in 1930 voorzien, maar werd vanwege de economische crisis niet gerealiseerd. Plannen de lijn door te trekken tot het S-Bahnstation Pankow, of nog verder tot Pankow-Kirche, bleven decennialang bestaan. De eerste concrete werkzaamheden vonden echter pas aan het eind van de jaren 1980 plaats. De DDR-autoriteiten achtten het project noodzakelijk, omdat het Oost-Berlijnse metronet niet over een werkplaats voor kleinprofielmaterieel beschikte. Werkzaamheden aan de treinen van lijn A vonden plaats in de grootprofielwerkplaats Friedrichsfelde en het Betriebsbahnhof Berlin-Schöneweide van de spoorwegen. Om deze onbevredigende situatie op te lossen wilde men parallel aan de S-Bahnsporen bij station Pankow een nieuwe werkplaats voor de kleinprofiellijn bouwen. In 1988 kwam een gedeelte van de tunnel ten noorden van station Vinetastraße gereed; in 1994 werden in deze tunnel keersporen aangelegd.
In het midden van de jaren 1990 kwam het dichten van de ontbrekende schakel tussen metro en S-Bahn opnieuw ter sprake en in 1997 begon men uiteindelijk met de aanleg van de verlenging. De in de DDR-tijd voorziene werkplaats werd niet gebouwd, omdat de werkplaats Grunewald voldoende capaciteit bezat. Wel werden met het oog op een eventuele toekomstige bouw van een werkplaats in Pankow wissels aangelegd.
De extreem hoge grondwaterspiegel ter plaatse en archeologische vondsten tijdens de bouw vertraagden het project aanzienlijk. Uiteindelijk kon het nieuwe metrostation Pankow op 16 september 2000 in gebruik genomen worden. Verdere verlenging naar het noorden behoort nog altijd tot de plannen (zie ook de sectie toekomst).

## Lijnkleuren en nummering
Lijn U2 heeft in zijn meer dan 100-jarige bestaan diverse nummers gedragen en werd door verschillende lijnen deels bereden. De Berlijnse metrolijnen werden na de Eerste Wereldoorlog met letters aangeduid. Het kleinprofielnet werd verdeeld over de lijnen A en B. Het tracé door de binnenstad, belangrijker dan de Hochbahn door Kreuzberg, kreeg de letter A toebedeeld en werd op kaarten met de kleur rood aangegeven. Om de takken in het westen van elkaar te onderscheiden werd aan de lijnaanduiding een Romeins cijfer toegevoegd. De Charlottenburgse lijn, inclusief de aftakking naar Wilhelmplatz, werd lijn AII; lijn AI reed naar Dahlem (de huidige U3).
Na de splitsing van het metronet bleef de lijn in Oost-Berlijn met de letter A aangeduid worden. In 1966 werd het West-Berlijnse kleinprofielnet gereorganiseerd en kregen de lijnen nummers. Bovendien ging elke lijn een vaste route berijden, zonder aftakkingen. Het westelijke deel van de huidige U2 werd als groene lijn 1 gekoppeld aan het luchtspoor door Kreuzberg (nu U1). Tussen Krumme Lanke en Gleisdreieck ging via Bülowstraße de rode lijn 2 rijden, totdat deze in 1972 werd ingekort tot Wittenbergplatz (zie ook de sectie nieuwe functies voor het luchtspoor). In 1984 kregen alle Berlijnse metrolijnen een U voor het lijnnummer, ter onderscheiding van de S-Bahnlijnen die de BVG overgenomen had.
Nadat het oostelijke en het westelijke metronet weer met elkaar verbonden waren, wisselden de U1 en de U2 in het westen van route. De tak naar Charlottenburg en Westend werd als rode U2 gekoppeld aan de voormalige Oost-Berlijnse lijn A, zodat de route overeenkwam met die van de oude AI.

## Dienstuitvoering

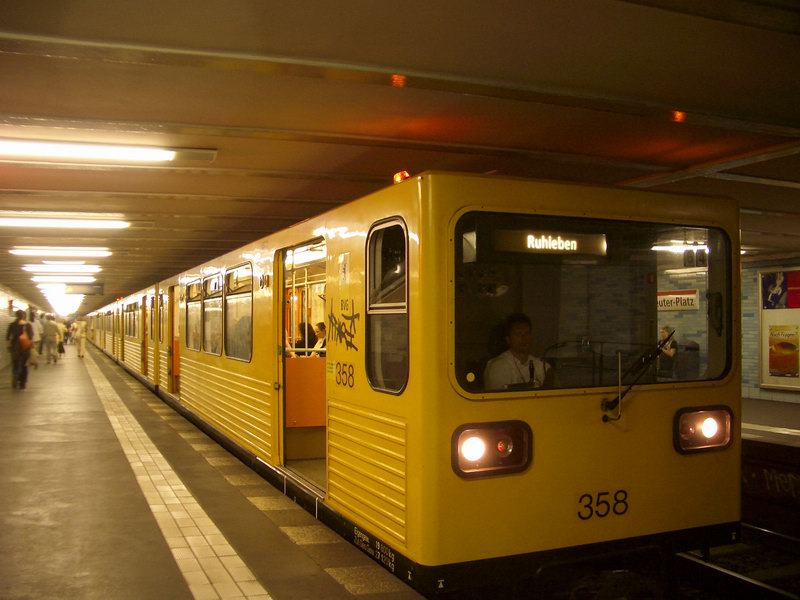
Treinen van het in de DDR gebouwde type G-I rijden vrijwel uitsluitend op de U2.

Overdag rijdt slechts de helft van de treinen door naar Ruhleben, de andere diensten eindigen in Theodor-Heuss-Platz. Al sinds 1993 bestaan er nachtdiensten op het traject Wittenbergplatz - Ruhleben (onder het lijnnummer U12). In 2003 werd op de gehele U2 een nachtdienst ingesteld; in de nacht van vrijdag op zaterdag en van zaterdag op zondag rijdt er van 0:30 tot 4:30 elke 15 minuten een trein op de lijn. In de overige nachten rijdt de vervangende metronachtbus N2 tussen Pankow en Ruhleben, over een iets afwijkende route.
| Traject                        | Treinopvolging | Treinopvolging | Treinopvolging    |
| Traject                        | Spits          | Overdag        | Avonden en zondag |
| ------------------------------ | -------------- | -------------- | ----------------- |
| Pankow ↔ Theodor-Heuss-Platz   | 4 minuten      | 5 minuten      | 10-15 minuten     |
| Theodor-Heuss-Platz ↔ Ruhleben | 8 minuten      | 10 minuten     | 10-15 minuten     |

Met een gemiddelde commerciële snelheid van 25,1 km/u is de U2 de langzaamste lijn van het Berlijnse metronet. Dit is te wijten aan het bochtige karakter van het traject, met name in de binnenstad, waardoor op enkele baanvakken (in totaal 3,5 kilometer) een snelheidsbegrenzing tot 40 km/u of minder geldt. De normale maximumsnelheid bedraagt in het kleinprofielnet 60 km/u.

## Toekomst
Voor de U2, een van de belangrijkste metrolijnen van Berlijn, bestaan diverse uitbreidings- en vernieuwingsplannen.
Reeds in de beginperiode van de Berlijnse metro was een lijn naar Spandau gepland. Om dit stadsdeel te ontsluiten zou oorspronkelijk de U2 vanaf Ruhleben naar het westen verlengd worden, maar in 1984 werd in plaats daarvan lijn U7 naar Spandau doorgetrokken. In het eindpunt van deze lijn, Rathaus Spandau, is door middel van twee extra sporen echter wel rekening gehouden met de mogelijke komst van de U2. De geprojecteerde U2 zal zich niet beperken tot Rathaus Spandau, maar verder naar het noorden voeren tot Falkenhagener Feld. Of deze verlenging ooit realiteit zal worden valt nog te bezien, aangezien ze niet opgenomen is in het uitbreidingsplan tot 2030.

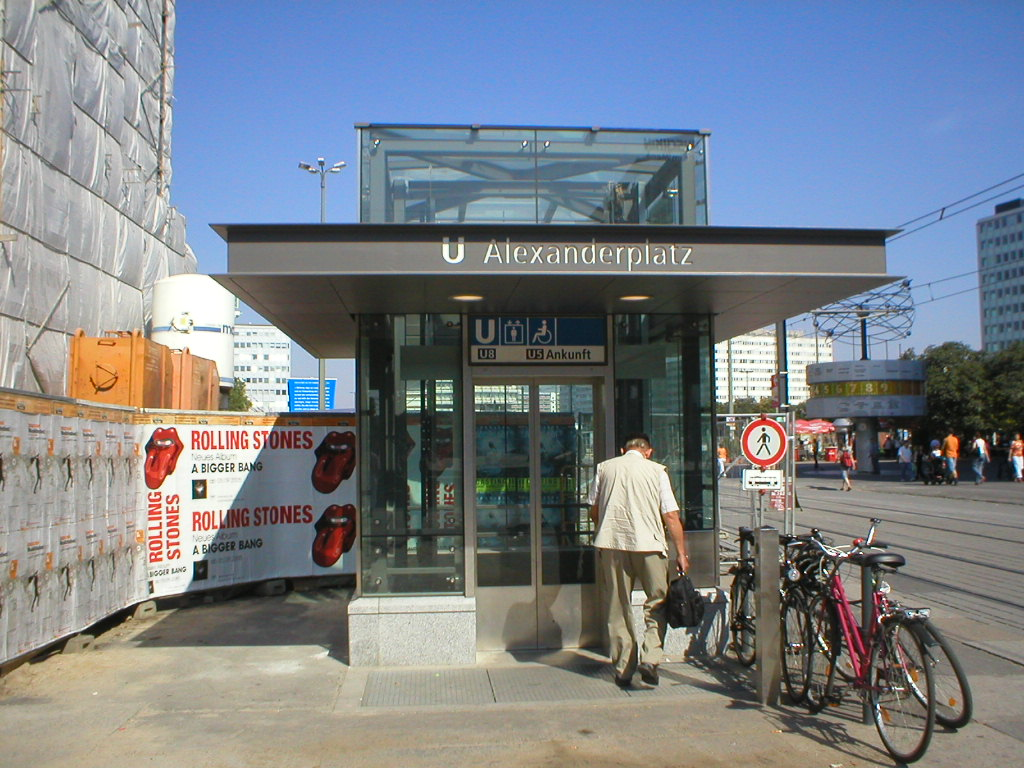
Het knooppunt Alexanderplatz beschikt sinds 2005 over vier liften.

In tegenstelling tot de westelijke verlenging heeft het doortrekken van de U2 in Pankow wel kans op middellange termijn werkelijkheid te worden. Hierbij gaat het om een uitbreiding met één station in het centrum van Pankow, een project dat reeds bij de opening van station Vinetastraße in 1930 voorzien was. De geplande naam van het toekomstige eindstation wisselde meermaals. Zo zou het in de DDR-tijd Johannes-R.-Becher-Straße heten, na de Duitse eenwording doken namen als Breite Straße, Alt-Pankow, Pankow-Kirche en Pankow, Breite Straße op.
Naast uitbreidingsplannen voor de U2 bestaat er ook een groot project ter sanering van bestaande stations. In het historische centrum zullen de stations Hausvogteiplatz en Stadtmitte in hun oorspronkelijke toestand worden teruggebracht. Eerder gebeurde dit al met de stations Spittelmarkt en Märkisches Museum. Later zullen ook de stations op het traject Alexanderplatz - Senefelderplatz onder handen genomen worden.
Ook worden steeds meer metrostations van liften voorzien. In 2006 beschikten 14 van de 29 stations van de U2 (48%) over een lift. In 2007 zal station Potsdamer Platz rolstoeltoegankelijk worden, in 2008 gevolgd door Eberswalder Straße. De meeste overige stations zullen in de periode tot 2010 met liften uitgerust worden.
Ten slotte zullen alle metrostations die slechts één uitgang hebben van een tweede uitgang voorzien worden. Hiertoe werd besloten na een brand in station Deutsche Oper in 2000.

## Kaart

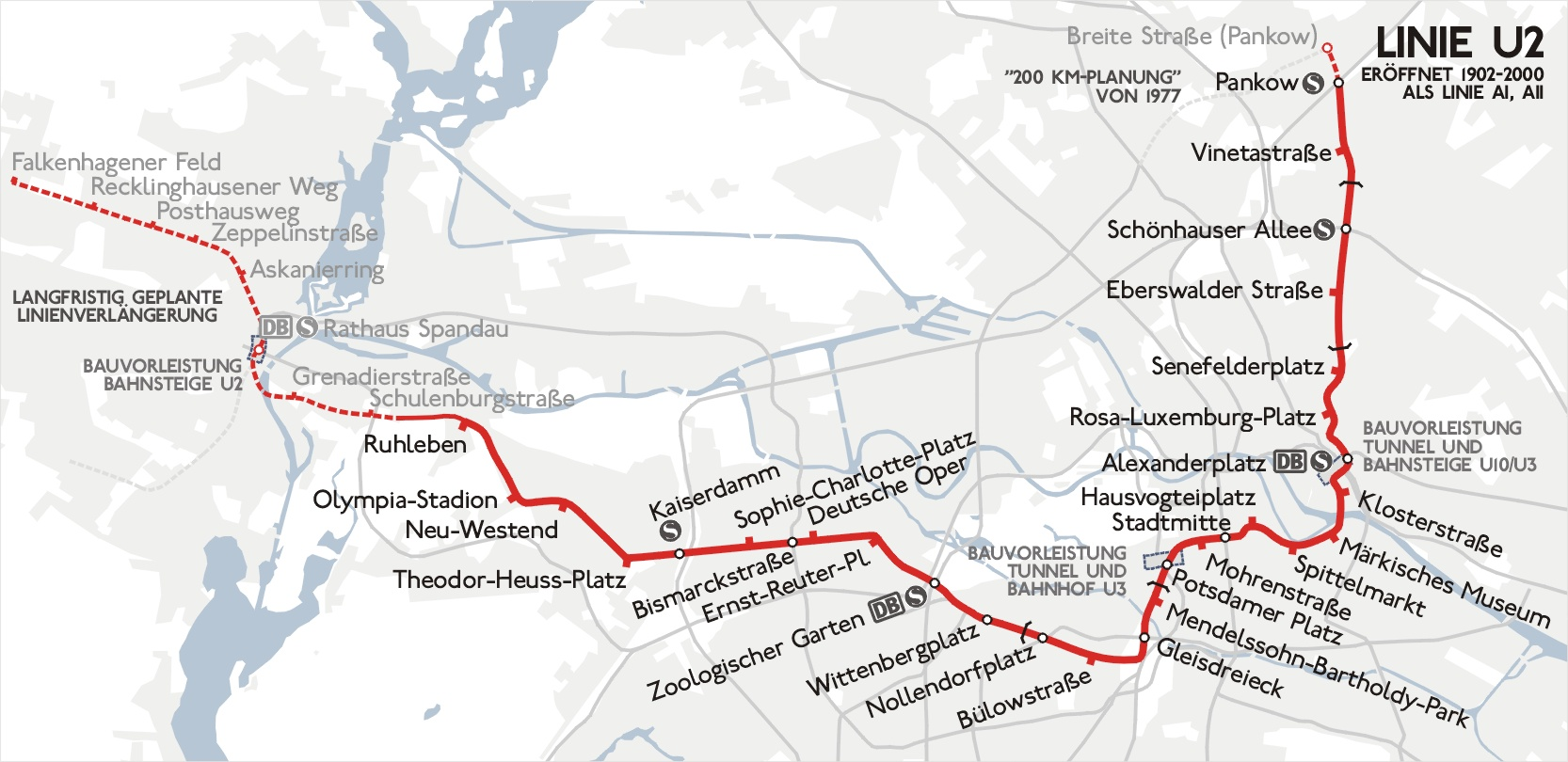
Tracé van de U2